# Сатурн C-5N

Сатурн C-5N — ракета-носитель, проектировавшаяся по программе Аполлон. Вариант ракеты-носителя Сатурн V, у которой вместо третьей ступени S-IVB должна была использоваться ступень S-N с ядерным ракетным двигателем, разработанная по программе NERVA, за счёт чего значительно увеличивалась энерговооружённость носителя.
Так, ракета-носитель Сатурн V  с ядерной ступенью, по расчётам, смогла бы выводить на низкую околоземную орбиту полезную нагрузку массой 155 тонн (против 118 тонн в варианте с жидким ракетным двигателем),  и на траекторию к Луне — 68 тонн против 47 тонн соответственно. Несмотря на то, что ядерный двигатель для третьей ступени был создан, после завершения программы Аполлон, необходимость в сверхтяжёлых ракетах-носителях исчезла, и Сатурн С-5N не был создан.